# Campi Qui Pugui
Campi Qui Pugui és una companyia de teatre fundada el 2007 a Castellserà per l'actor Jordi Pedrós i l'actriu Cristina Garcia. És una de les companyies de teatre catalanes que més programació d'actuacions tenen en l'àmbit internacional.
Especialitzada en espectacles per a públic familiar, realitzen espectacles de sala i de carrer, amb una mescla de teatre, titelles (de vegades gegants) i música. Els seus espectacles, sovint sense text, han estat representats en més de 15 països, incloent Alemanya, Corea del Sur, Japó, Austràlia, Canadà, França, Xina, Dinamarca, Romania, Jordània, Àustria i Lituània, entre altres.

## Espectacles
- 2015: Rats
- 2016: Manneken's Piss, premi Drac d'Or de la Fira de Teatre de Titelles de Lleida.
- 2019: Asteroïd.
- 2019: Camí a l'escola. Inspirat en el documental Sur le chemin de l'école, narra la historia de tres germanes que superen adversitats per arribar a l'escola. Ha estat reconegut amb diversos premis, incloent el premi FETEN a la Millor Posada en Escena (2021) i el premi de la Crítica a Millor Espectacle Familiar (2020)
- 2020: Més enllà del bosc
- 2021: Cacos. Espectacle de carrer apte per a tots els públics, que combina humor i acció en un entorn urbà.
- 2022: La casa més petita: Espectacle de sala per infants a partir de 6 anys, que explora temes de convivència i creativitat.
- 2024: Matres. Una proposta escènica que aborda la infància, la maternitat i la mort amb naturalitat i humor. Ha estat guardonada amb el premi FETEN a la Millor Autoria (2025) i el premi de la Crítica d'Arts Escèniques de Catalunya a Millor Espectacle Familiar (2025)[7]
- 2025: Camelvà